# 닛카 위스키
닛카 위스키(일본어: ニッカウヰスキー, 영어: Nikka Whisky Distilling)는 일본의 술 제조사다. 1934년 다케쓰루 마사타카가 홋카이도 요이치군 요이치초에 다이닛폰 카주 주식회사(일본어: 大日本果汁株式会社→대일본과즙 주식회사)를 설립하였으며, 회사의 약칭 닛카(日果)의 가타카나 명칭이 현재의 브랜드 명이 되었다.
2001년, 아사히 맥주 (현재 아사히 그룹 홀딩스)가 전 주식을 취득해 아사히의 자회사가 되었다. 닛카 위스키가 제조하는 상품 판매는 아사히 맥주가 한다.